# The Complete Guide to Needlework
Albums de Emmure
Goodbye to the Gallows
(2007)
The Complete Guide to Needlework est un EP et la première production du groupe de Deathcore américain Emmure. L'album est sorti en 2006 sous le label This City is Burning.
L'EP a été ré-édité le 4 septembre 2007, c'est-à-dire peu après que le groupe a signé avec le label Victory Records et y ont sorti leur premier album studio, Goodbye to the Gallows.

## Liste des titres
1. Second Hand Smoke - 0:52
2. Johnny Carson Didn't Have to Die - 2:31
3. Looking a Gift Horse in the Mouth - 3:50
4. I Should Have Called Ms. Cleo - 4:54
5. 22 Exits Away - 4:23
6. A Fist Fight With Dick Tracy - 2:58